# Asota intermedia
Asota intermedia är en fjärilsart som beskrevs av Rothschild 1897. Asota intermedia ingår i släktet Asota och familjen nattflyn. Inga underarter finns listade i Catalogue of Life.